# Leprocaulinus insularis
Leprocaulinus insularis is een insect uit de orde Phasmatodea en de  familie Diapheromeridae. 